# Стоссвир
Стоссви́р (фр. Stosswihr) — коммуна на северо-востоке Франции в регионе Гранд-Эст (бывший Эльзас — Шампань — Арденны — Лотарингия), департамент Верхний Рейн, округ Кольмар — Рибовилле, кантон Вендзенем. До марта 2015 года коммуна административно входила в состав упразднённого кантона Мюнстер (округ Кольмар).
Площадь коммуны — 26,4 км², население — 1389 человек (2006) с тенденцией к стабилизации: 1364 человека (2012), плотность населения — 51,7 чел/км².

## Население
Численность населения коммуны в 2011 году составляла 1386 человек, а в 2012 году — 1364 человека.
| 1962 | 1968 | 1975 | 1982 | 1990 | 1999 | 2006 | 2008 | 2011 | 2012 |
| ---- | ---- | ---- | ---- | ---- | ---- | ---- | ---- | ---- | ---- |
| 1377 | 1312 | 1306 | 1264 | 1276 | 1305 | 1389 | 1407 | 1386 | 1364 |

Динамика населения:

## Экономика
В 2010 году из 941 человек трудоспособного возраста (от 15 до 64 лет) 705 были экономически активными, 236 — неактивными (показатель активности 74,9 %, в 1999 году — 77,5 %). Из 705 активных трудоспособных жителей работало 674 человека (368 мужчин и 306 женщин), 31 числились безработными (10 мужчин и 21 женщина). Среди 236 трудоспособных неактивных граждан 54 были учениками либо студентами, 99 — пенсионерами, а ещё 83 — были неактивны в силу других причин.
На протяжении 2011 года в коммуне числилось 563 облагаемых налогом домохозяйства, в которых проживало 1374,5 человека. При этом медиана доходов составила 19983 евро на одного налогоплательщика.

## Достопримечательности (фотогалерея)

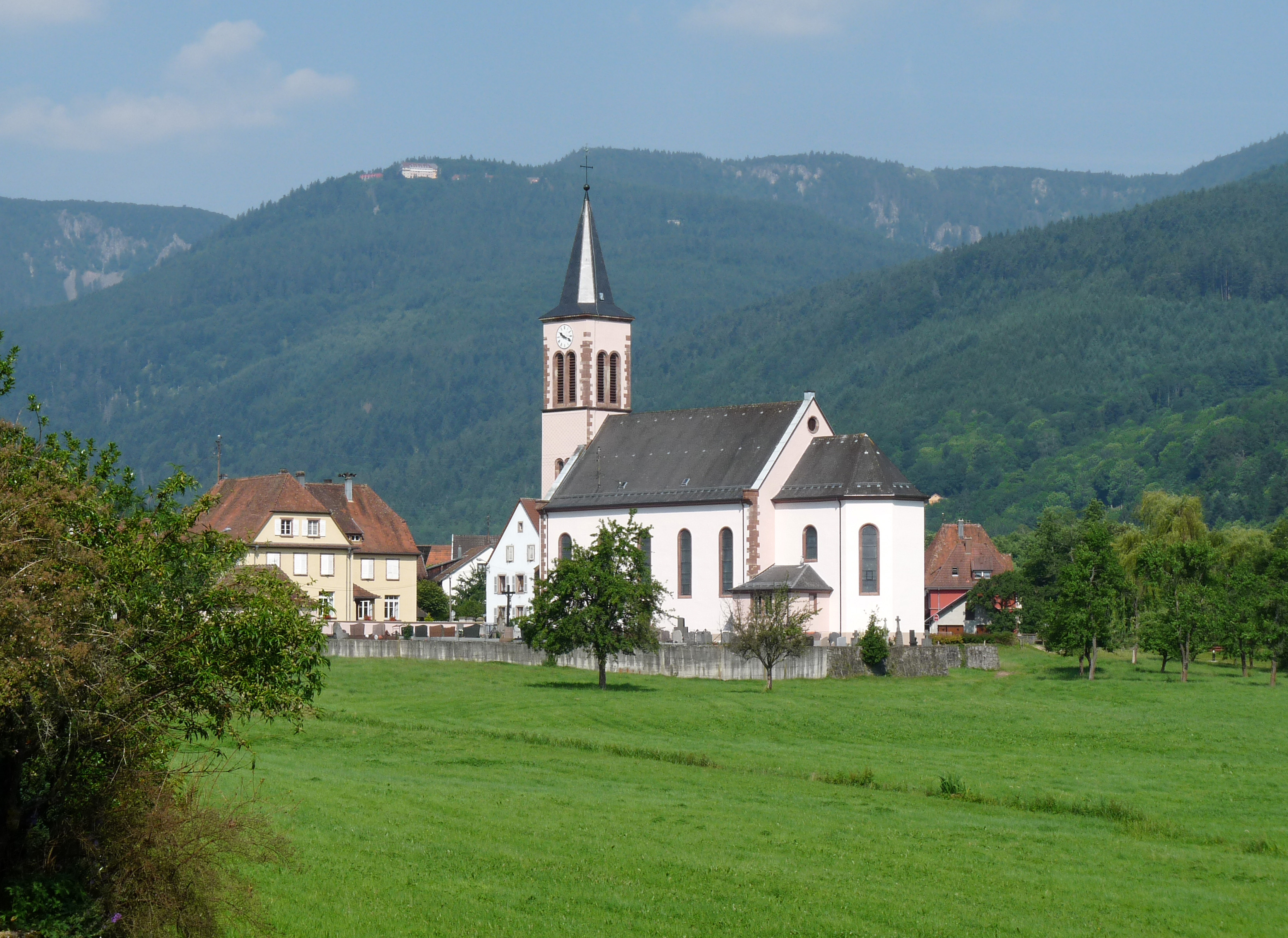
Католическая церковь